# Astronauta

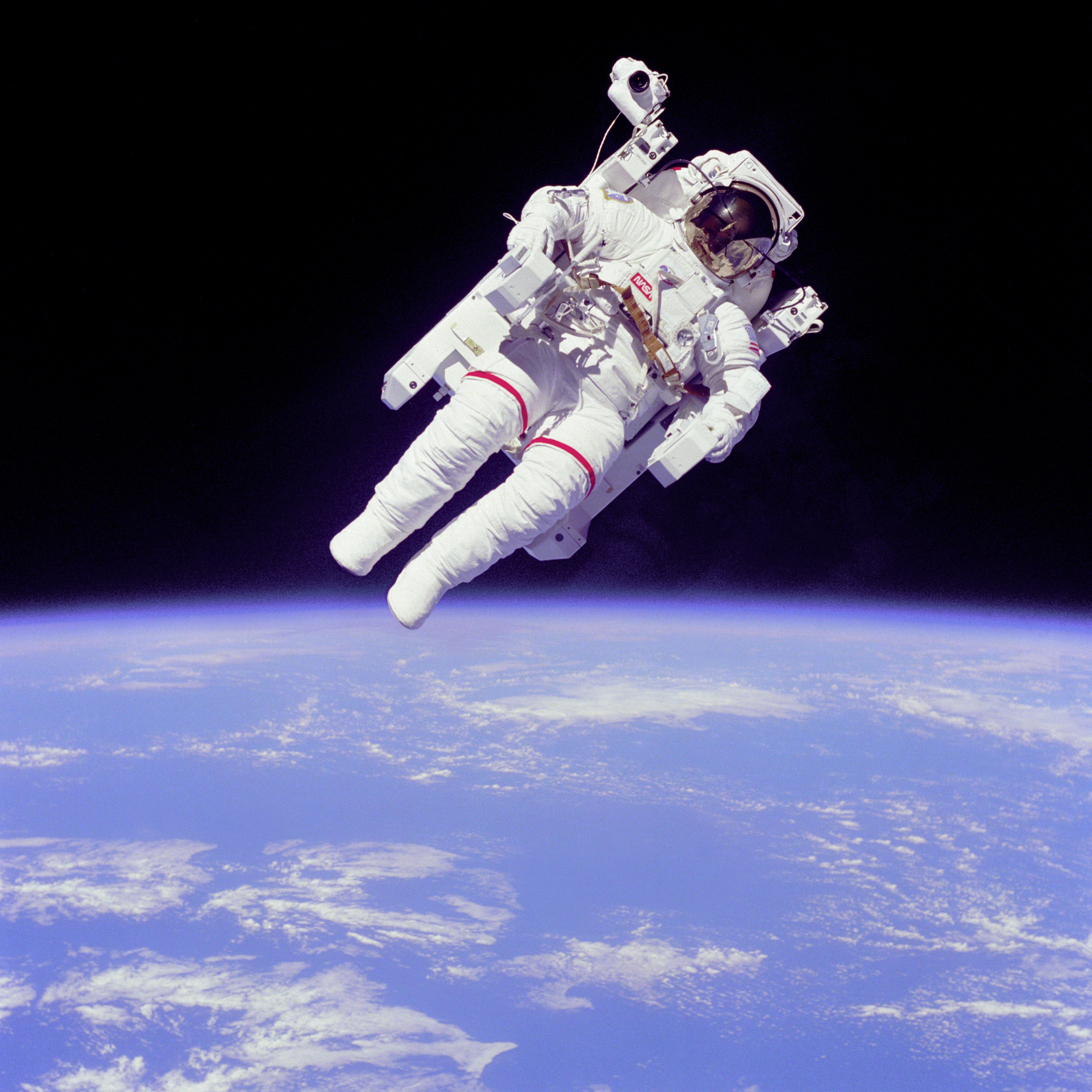
Astronauta de la NASA durante una misión espacial utilizando una mochila de propulsión MMU.

Un astronauta o cosmonauta es una persona, equipada y desplegada por un programa de vuelos espaciales tripulados para cumplir con alguna misión creada por una agencia espacial y puede fungir como comandante o miembro de la tripulación a bordo de una nave espacial.
Con la llegada de la gravedad al espacio hay que aclarar que un astronauta —término derivado del griego astron (ἄστρον, 'estrella') y nautes (ναύτης, 'navegante')— debe reunir ciertas características, como haber completado un entrenamiento de astronauta en una agencia espacial, o tener un título en alguna ingeniería o ciencia entre otras características más secundarias. Ser astronauta es una certificación que dan las Agencias Espaciales. Si faltan estas características, lo más seguro es que la persona sea considerada como turista espacial.
El término astronauta es muy conocido y usado en el mundo, principalmente utilizado por NASA en Estados Unidos, sin embargo, existen otros nombres que utilizan otras naciones: los enviados por Rusia o la Unión Soviética se conocen típicamente como «cosmonautas» —del ruso kosmonavt (космонавт), que a su vez deriva de las palabras griegas kosmos (κοσμος, 'universo') y nautes (ναύτης, 'navegante')— para distinguirlos de los estadounidenses. Desarrollos comparativamente recientes en vuelos espaciales tripulados realizados por China han llevado al surgimiento del término «taikonauta» —del mandarín tàikōngrén (太空人, 'hombre del espacio')—, aunque su uso es algo informal y su origen no está claro.
Entre 1961 y 2021, 600 astronautas alcanzaron el espacio.

## Astronautas pioneros

### Cosmonautas

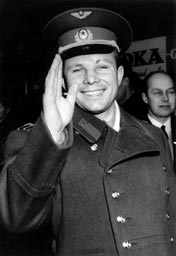
El soviético Yuri Gagarin fue el primer ser humano en viajar al espacio exterior, a bordo del Vostok 1, el 12 de abril de 1961, así como el primer cosmonauta/astronauta de la historia.

La primera persona en salir al espacio en toda la Historia fue el cosmonauta Yuri Gagarin al ser lanzado el 12 de abril de 1961 a bordo de la nave Vostok 1. La primera mujer en volar al espacio fue Valentina Tereshkova, la cual salió al espacio el 16 de junio de 1963 a bordo de la Vostok 6. German Titov, cosmonauta soviético, fue el segundo hombre en órbita terrestre después de Gagarin.
En el marco del programa Intercosmos, también fueron al espacio cosmonautas del Bloque del Este y otros países aliados de la Unión Soviética, como Cuba. También Francia y la India, que no eran estados socialistas, participaron de Intercosmos.

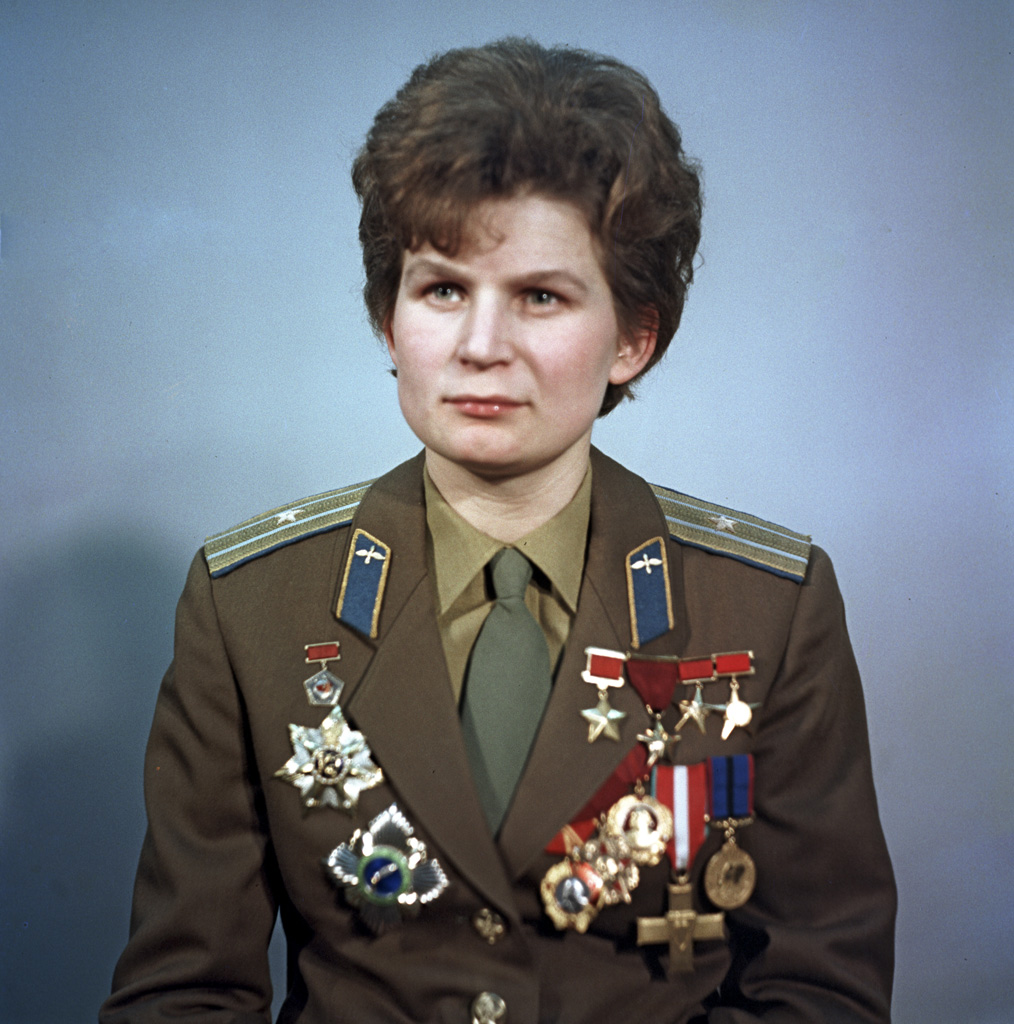
Valentina Tereshkova, la primera mujer en el espacio en 1963.

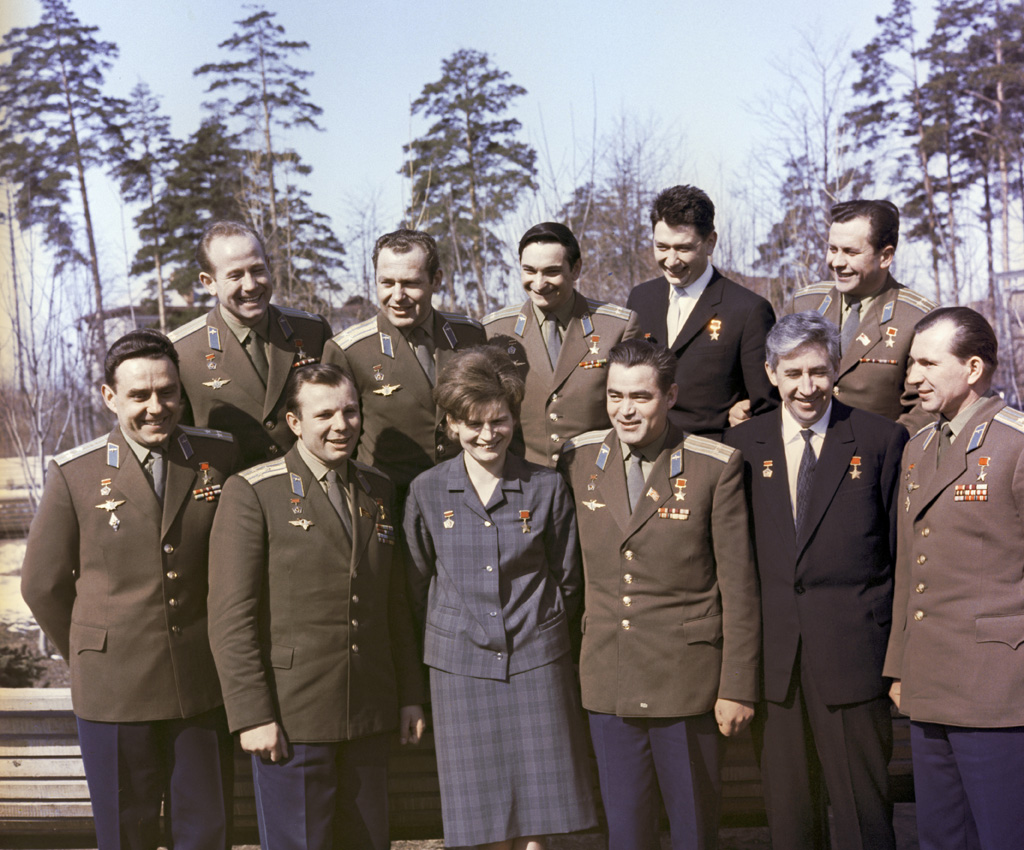
Los primeros cosmonautas soviéticos, en julio de 1965. Fila de detrás, de izquierda a derecha: Leonov, Titov, Bykovsky, Yegorov y Popovich; fila delantera: Komarov, Gagarin, Tereshkova, Nikolayev, Feoktistov y Belyayev.

### Astronautas

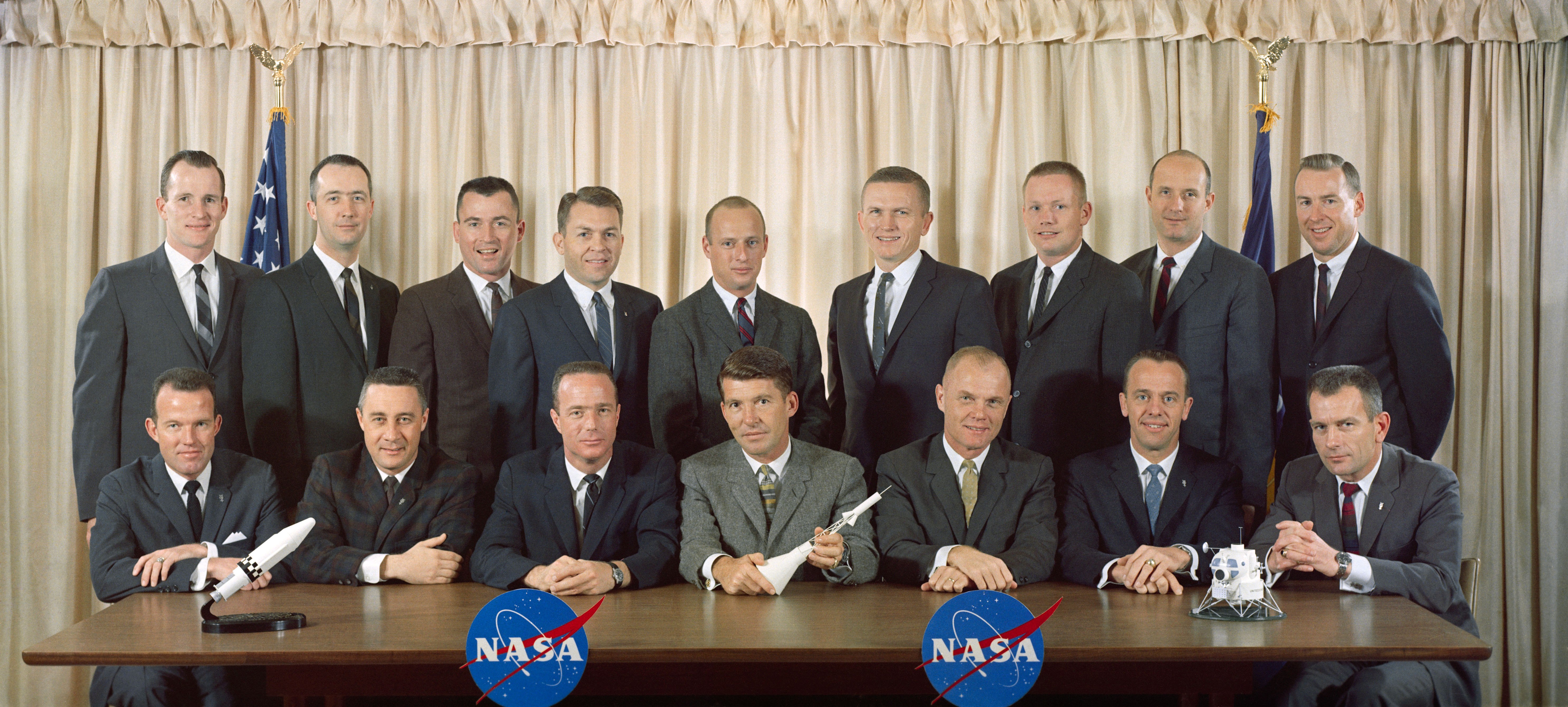
Los primeros 16 astronautas de la NASA, en febrero de 1963. Fila de detrás: White, McDivitt, Young, See, Conrad, Borman, Armstrong, Stafford, Lovell. Fila de delante: Cooper, Grissom, Carpenter, Schirra, Glenn, Shepard, Slayton.

Durante el programa Apolo, (1961-1975), los Estados Unidos enviaron un total de 30 misiones tripuladas: seis en el programa Mercury, 10 en el programa Gemini, 11 en el programa Apolo, tres en el programa Skylab y uno en el programa de pruebas Apolo-Soyuz. Estas 30 misiones proporcionaron 71 oportunidades de vuelo individual: seis en el Mercury, 20 en el Gemini, 33 en el Apolo, nueve en el Skylab, y tres en el Apolo-Soyuz. Estos puestos fueron cubiertos por 43 personas. De entre ellos, cuatro hicieron un total de cuatro vuelos, tres hicieron un total de tres vuelos, 10 un par de vuelos, y los restantes 26 volaron solo una vez. Algunos de ellos hicieron vuelos adicionales con el transbordador espacial.
De los 31 vuelos de la era Apolo, tres fueron suborbitales y nueve consistieron en misiones lunares. Los restantes 20 fueron vuelos orbitales terrestres. Los nueve vuelos lunares proporcionaron la oportunidad de realizar este tipo de vuelos a 24 personas. Solo tres personas volaron dos veces a la Luna. Los 6 alunizajes que se produjeron con éxito llevaron a 12 personas a la Luna. Ninguno alunizó dos veces, aunque dos de ellos ya habían volado a la Luna al menos una vez, cinco de ellos habían hecho ya vuelos no lunares y cinco no tenían ningún tipo de experiencia en vuelos espaciales.
Todos los vuelos del programa Mercury y tres del programa Gemini tenían una tripulación formada por novatos, igual que uno de los vuelos del programa Skylab. Sin embargo, todas las misiones del programa Apolo incluían al menos un astronauta veterano. Solo dos vuelos, las misiones lunares y las pruebas incluían una tripulación formada solamente por veteranos.

#### Astronautas del programa Mercury
El primer grupo de astronautas estadounidenses se seleccionó en abril de 1959, para el programa Mercury de la NASA. Este grupo, que fue conocido como los «Mercury Seven» («los Siete del Mercury»), estaba compuesto por Scott Carpenter, Gordon Cooper, John Glenn, Gus Grissom, Wally Schirra, Alan Shepard y Deke Slayton. Todos eran pilotos de pruebas militares, un requisito que dictó el presidente Eisenhower para simplificar el proceso de selección.
Los siete miembros del primer grupo de astronautas fueron al espacio al final, aunque uno, Deke Slayton, no voló en una misión "Mercurio" por razones médicas. Finalmente, participaría en la misión Apolo-Soyuz. Cada uno de los otros seis viajaron al espacio en una misión Mercurio. Para dos de ellos, Scott Carpenter y John Glenn, la misión Mercurio fue su único vuelo en la Era Apolo Glenn, posteriormente, fue al espacio en la Lanzadera espacial. Tres de ellos, Gus Grissom, Gordon Cooper y Wally Schirra, también volaron en una misión durante el programa Gemini. Alan Shepard no voló en misiones Gemini debido a razones médicas, pero, más tarde, saldría al espacio en una misión Apolo. Fue el único astronauta del programa Mercurio que fue a la Luna. Wally Schirra también voló en el Apolo, además de en el Mercurio y en el Gemini, y fue el único astronauta que voló en los tres tipos de naves espaciales. Gus Grissom fue incluido en la tripulación del primer lanzamiento del Apolo, el Apolo 1, pero murió en un incendio en la plataforma de lanzamiento durante su entrenamiento.

#### Astronautas del programa Gemini
La NASA seleccionó un segundo grupo de astronautas en septiembre de 1962. Este grupo estaba formado por Neil Armstrong, Frank Borman, Charles Conrad, Jim McDivitt, Jim Lovell, Elliott See, Tom Stafford, Ed White y John Young. Todos ellos participaron en misiones del programa Gemini excepto Elliott See, que murió en un accidente de vuelo mientras se preparaba para su viaje en el Gemini. Todos los demás volaron, también, en el Apolo, salvo Ed White, que murió en un incendio en la plataforma de lanzamiento durante su entrenamiento para el primer vuelo del Apolo. Tres de este grupo: McDivitt, Borman y Armstrong, realizaron un solo vuelo en el Gemini y en el Apolo. Cuatro de los otros: Young, Lovell, Stafford y Conrad, efectuaron dos vuelos cada uno en el Gemini y, al menos un vuelo en el Apolo. Young y Lovell volaron dos veces, cada uno, en el Apolo. Conrad y Stafford también realizaron segundos vuelos en la nave Apolo, Conrad en el Skylab y Stafford en la misión Apolo-Soyuz. Seis de este grupo: Borman, Lovell, Stafford, Young, Armstrong y Conrad, viajaron a la Luna. Lovell y Young fueron dos veces a la Luna. Armstrong, Conrad y Young caminaron por la Luna. John Young también voló, posteriormente, en la Lanzadera espacial.

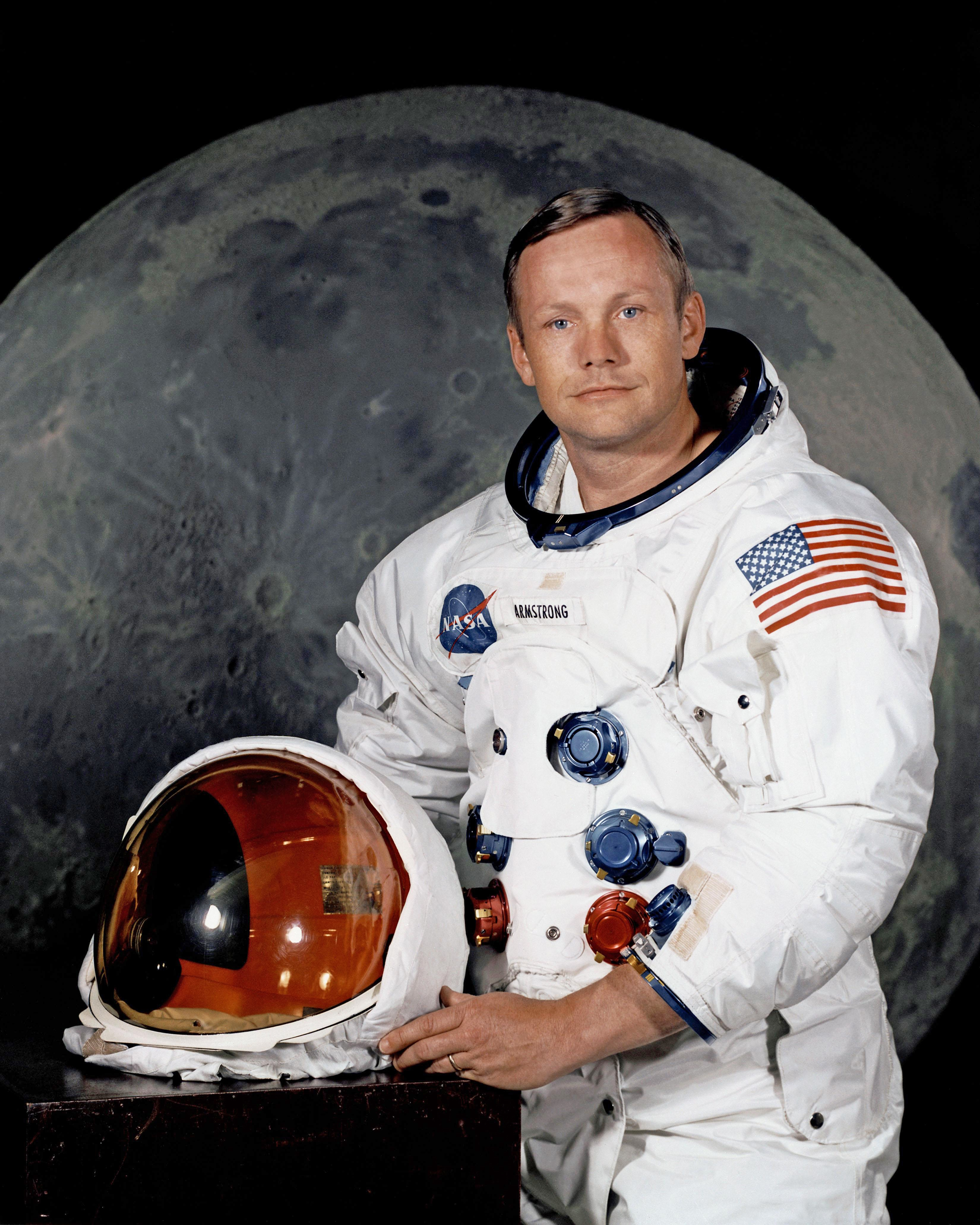
El estadounidense Neil Armstrong, astronauta del Apolo 11, fue el primer ser humano en pisar la Luna, el 21 de julio de 1969.

Cinco miembros del tercer grupo de astronautas, que la NASA seleccionó en octubre de 1963, también realizaron misiones durante el programa Gemini. Fueron: Buzz Aldrin, Eugene A. Cernan, Michael Collins, Richard Gordon y David Scott. Cada uno hizo un solo vuelo en la misión Gemini, y al menos, otro en el programa Apolo. Scott y Cernan salieron al espacio una segunda vez en otra misión Apolo. Todos los integrantes de este grupo fueron a la Luna, de ellos, Cernan fue dos veces. Aldrin, Scott y Cernan caminaron por la Luna, en las misiones Apolo 11, Apolo 15 y Apolo 17, respectivamente.

#### Astronautas del programa Apolo
De los 30 vuelos de la era Apolo, tres fueron suborbitales y nueve consistieron en misiones lunares. Los restantes 20 fueron vuelos orbitales terrestres. Los nueve vuelos lunares proporcionaron la oportunidad de realizar este tipo de vuelos a 24 personas. Solo tres personas volaron dos veces a la Luna. Los 6 alunizajes que se produjeron con éxito llevaron a 12 personas a la Luna. Ninguno alunizó dos veces, sin embargo, dos de ellos ya habían volado a la Luna al menos una vez, cinco de ellos habían hecho ya vuelos no lunares, y cinco no tenían ningún tipo de experiencia en vuelos espaciales.
Siendo entonces, Neil Armstrong, el primer astronauta y el primer ser humano en la historia en pisar la Luna el 21 de julio de 1969, en la misión Apolo 11. Fue el mayor acontecimiento logrado por una agencia espacial.

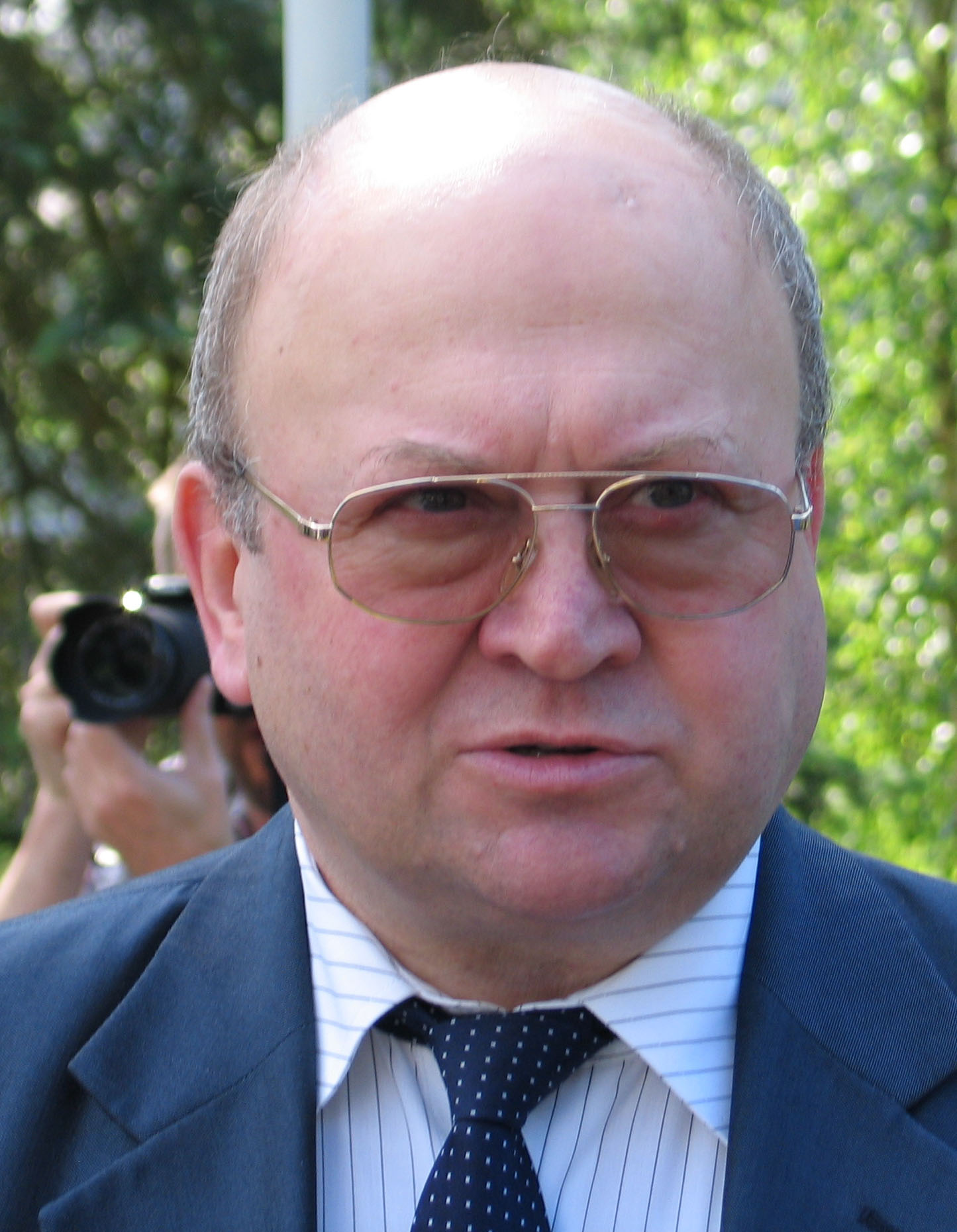
El checoslovaco Vladimír Remek fue la primera persona no estadounidense o soviética en el espacio, en 1978.

### Taikonautas
El primer taikonauta de la historia fue Yang Liwei al salir al espacio en la nave Shenzhou 5 en octubre de 2003. Los taikonautas Fei Junlong y Nie Haisheng fueron los siguientes en salir al espacio en la Shenzhou 6 en octubre de 2005. En 2012 China envió al espacio a la primera mujer taikonauta, Liu Yang.

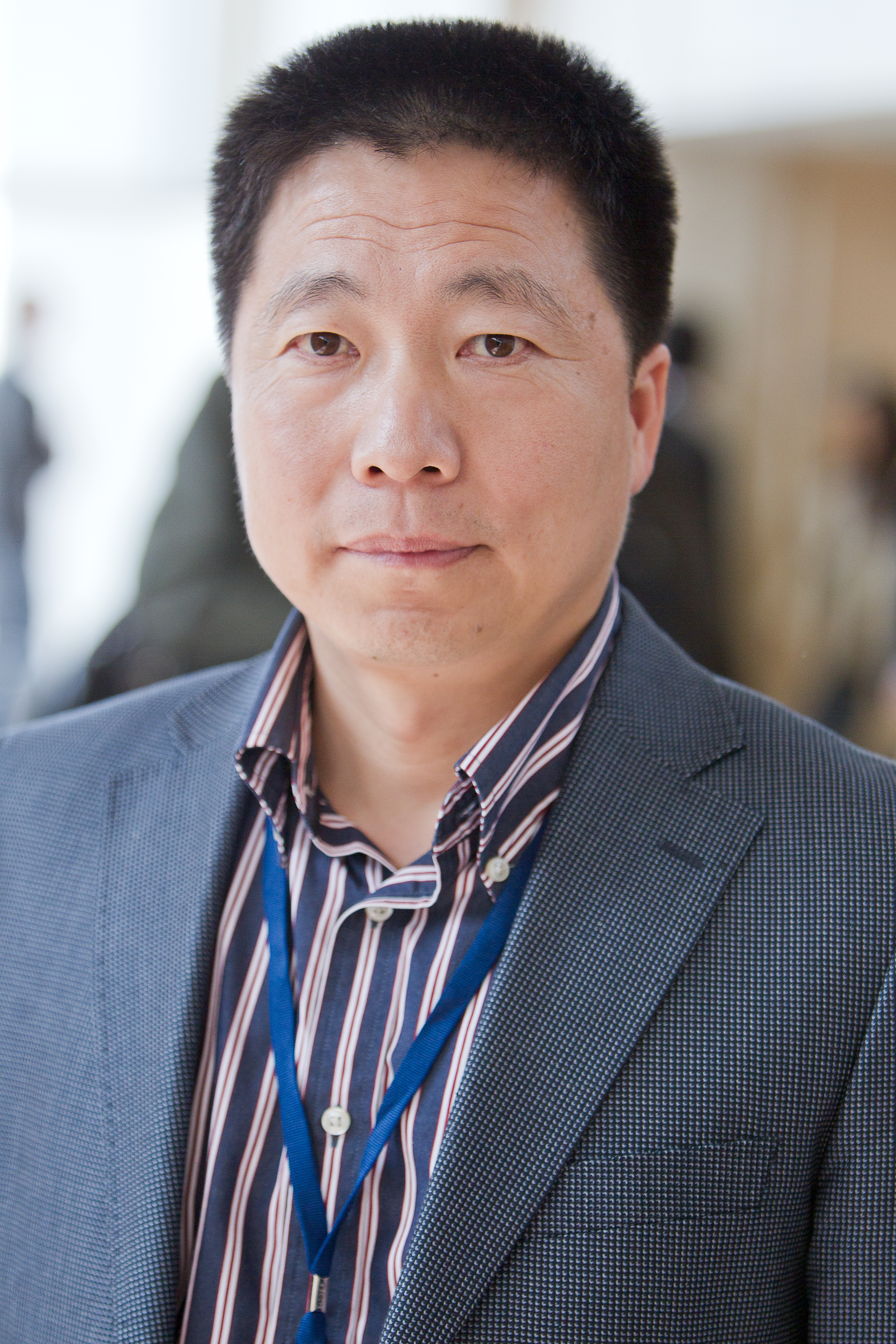
El primer taikonauta, Yang Liwei.

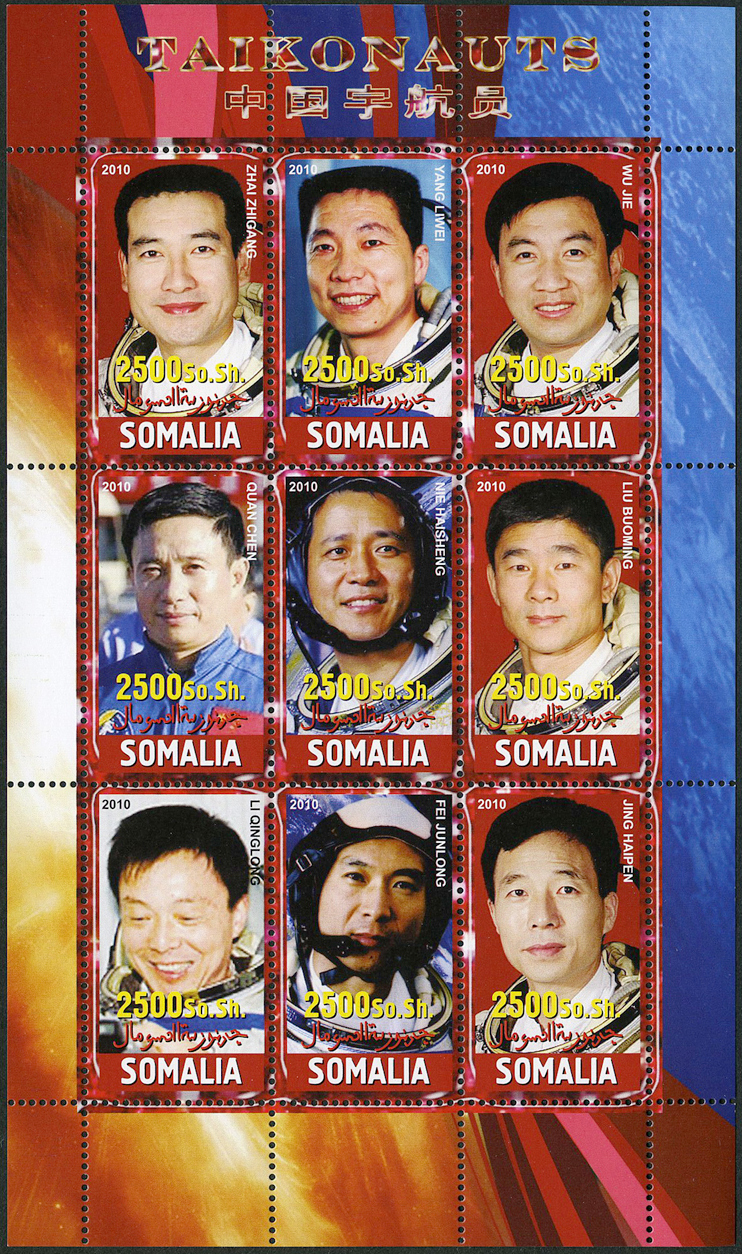
Los primeros taikonautas en un sello de Somalia de 2010.

## Patologías asociadas
El éxito de una misión espacial implica que los astronautas cuenten con una técnica fiable, una serie de conocimientos especializados, una buena forma física y cierta estabilidad psíquica.
Entre las secuelas fisiológicas más comunes tras las estancias extraterrestres se encuentran los trastornos del sueño, la debilitación del sistema inmunitario, algunas atrofias musculares, la erosión de huesos y la carga radiactiva, que provoca que, a mayor tiempo en el espacio, más aumente la tasa de mutación de los cromosomas del ser humano y, por tanto, el riesgo de cáncer.
La ingravidez repentina es la causa de la mayor parte de los problemas físicos en el espacio: mareos, falta de apetito, náuseas y vómitos, los cuales solo empiezan a remitir de 2 a 4 días después. Con todo, a largo plazo se presentan otros problemas derivados de la falta de gravedad; el más importante es la destrucción de masa muscular, que empieza a producirse apenas dos semanas después del inicio del vuelo, debe contrarrestarse con un intensivo ejercicio físico por parte de los astronautas, es por esto que actualmente en la estación espacial internacional los astronautas realizan 2 horas de ejercicio, además que les ayuda a la parte emocional.
Otro problema frecuente es la hinchazón de la cara (en inglés, Puffy Face) en los primeros días en el espacio, debido a un exceso de sangre proveniente de los miembros superiores. Las repercusiones en la rigidez facial pueden ocasionar problemas de entendimiento con otros compañeros de misión.
En cuanto a las funciones cognitivas básicas (percepción, memoria y pensamiento lógico) se mantienen estables. Sin embargo, por lo que respecta al área psicomotora son perceptibles determinadas pérdidas funcionales: algunos movimientos voluntarios se ralentizan y se vuelven imprecisos, y la ejecución de tareas simultáneas se hacen más difíciles.
Psíquicamente, el aislamiento durante las misiones puede provocar un estado de astenia, sobre todo a partir de la mitad de la misión: pasividad en aumento, fallos de atención, sensación de agotamiento, irritabilidad, depresión, etc. Debido a esto, en la Estación Espacial Internacional se viene desde hace tiempo aplicando el llamado Human Behavior Performance Program con el objeto de combatir el aburrimiento y el aislamiento social. Entre los métodos utilizados se encuentran el poner a disposición de los astronautas películas, discos, páginas personales para relacionarse con la vida en la tierra, videoconferencias familiares y una conferencia psicológica privada cada dos semanas con un psicólogo en Tierra.
En el nivel colectivo, las condiciones especiales de la vida en el espacio pueden provocar tensiones y conflictos. Además, las diferencias culturales pueden también generar problemas en el grupo.

## Fallecimientos

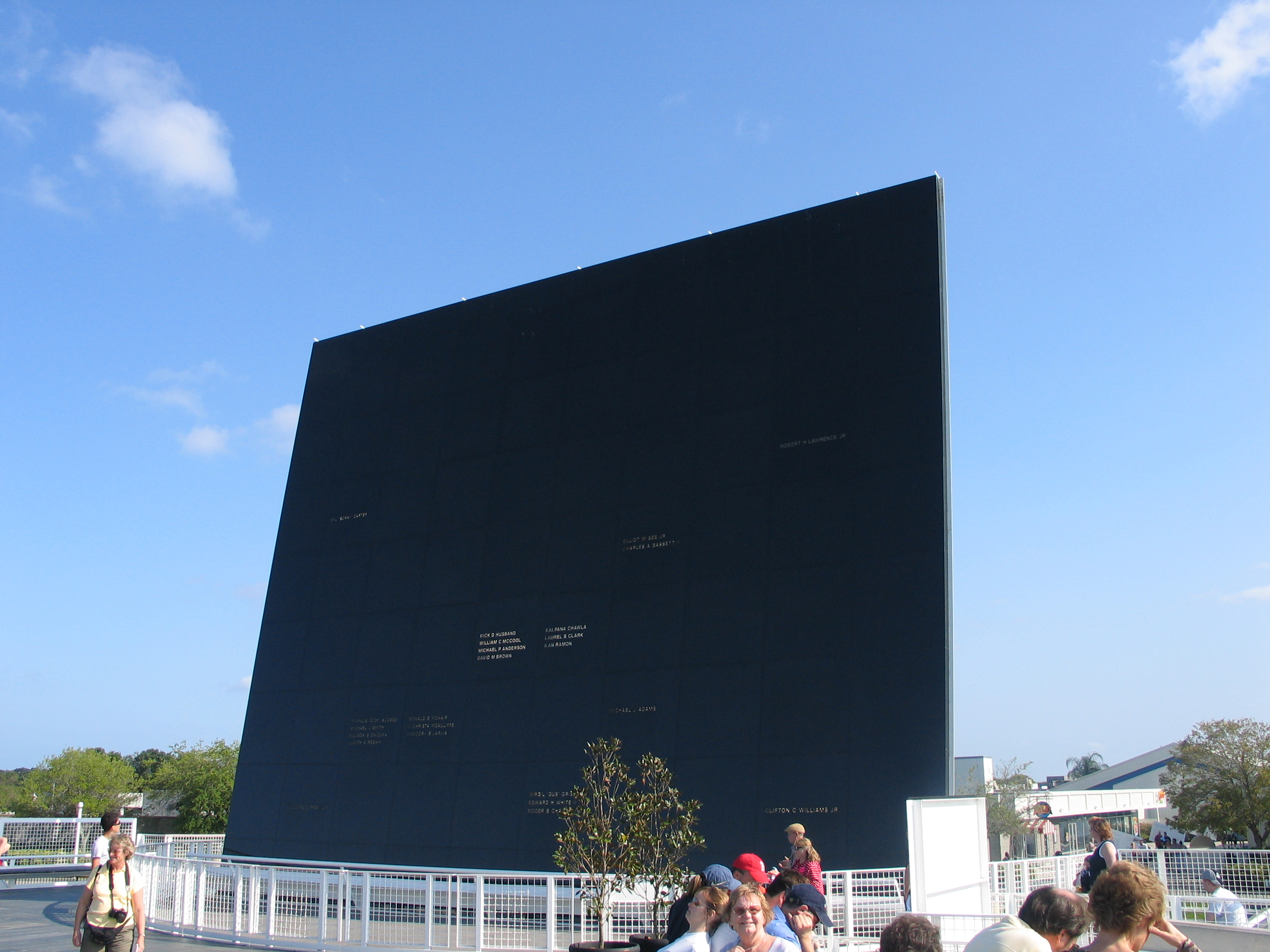
El Space Mirror Memorial.

Hasta 2020, dieciocho astronautas (catorce hombres y cuatro mujeres) han perdido la vida durante cuatro vuelos espaciales. Por nacionalidad, trece eran estadounidenses, cuatro eran rusos (Unión Soviética) y uno era israelí.
Hasta 2020, once personas (todos hombres) han perdido la vida entrenando para vuelos espaciales: ocho estadounidenses y tres rusos. Seis de ellos se estrellaron en aviones de entrenamiento, uno se ahogó durante el entrenamiento de recuperación de agua, y cuatro se debieron a incendios en entornos de oxígeno puro.
El astronauta David Scott dejó un monumento conmemorativo consistente en una estatuilla llamada Astronauta Caído en la superficie de la Luna durante su misión Apolo 15 de 1971, junto con una lista de los nombres de ocho de los astronautas y seis cosmonautas que se sabía entonces que habían muerto en servicio.
El Space Mirror Memorial, que se encuentra en los terrenos del Kennedy Space Center Visitor Complex, es mantenido por la Astronauts Memorial Foundation y conmemora las vidas de los hombres y mujeres que han muerto durante los vuelos espaciales y durante el entrenamiento en los programas espaciales de los Estados Unidos. Además de veinte astronautas de carrera de la NASA, el monumento incluye los nombres de un piloto de pruebas del X-15, de un oficial de las Fuerzas Aéreas de EE. UU. que murió mientras se entrenaba para un programa espacial militar entonces clasificado, y de un participante en un vuelo espacial civil.